# Lleonada comuna
La lleonada comuna (Coenonympha pamphilus) és una espècie de lepidòpter papilionoïdeu de la família dels nimfàlids (Nymphalidae) present als Països Catalans.

## Descripció

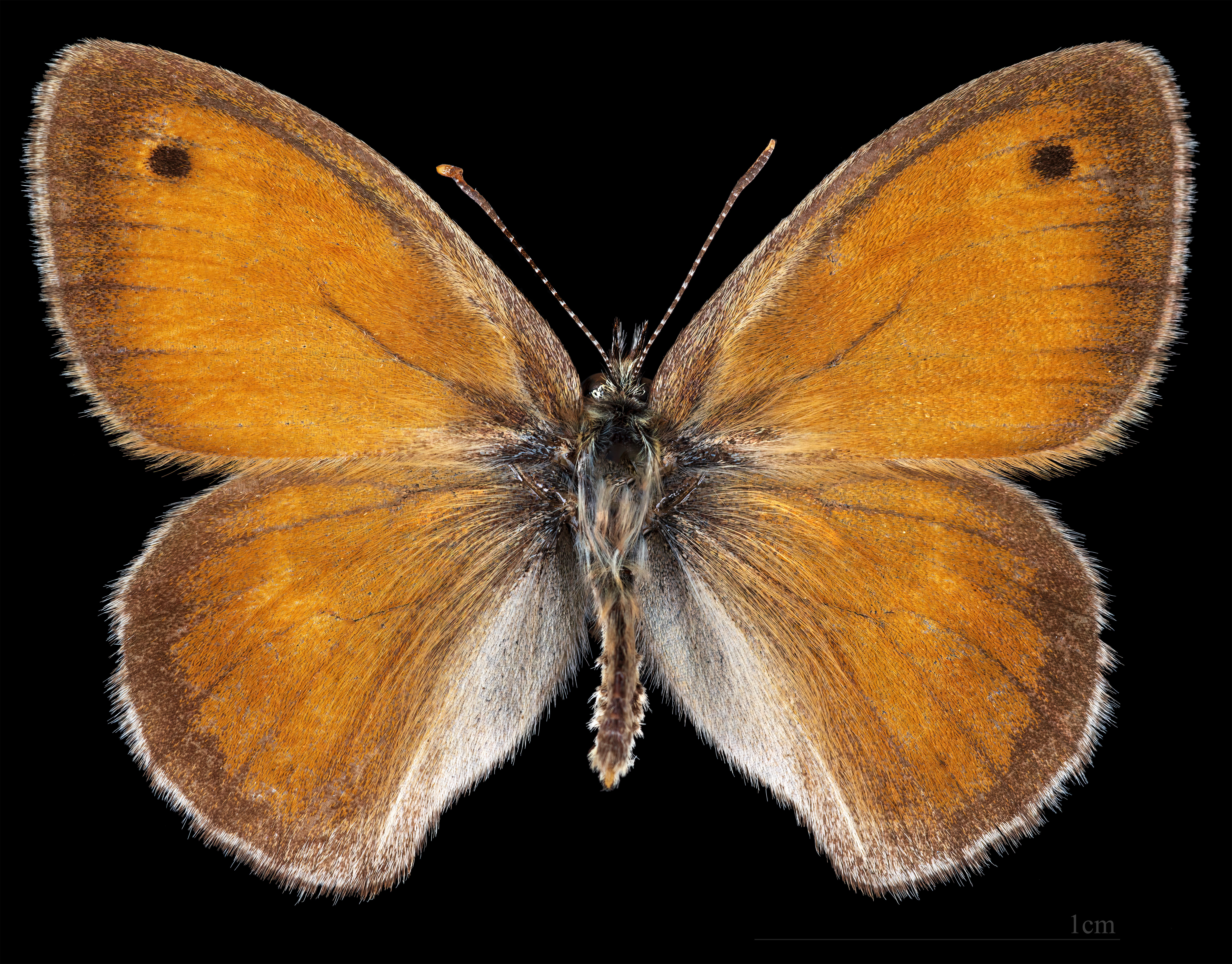
Coenonympha pamphilus ♂
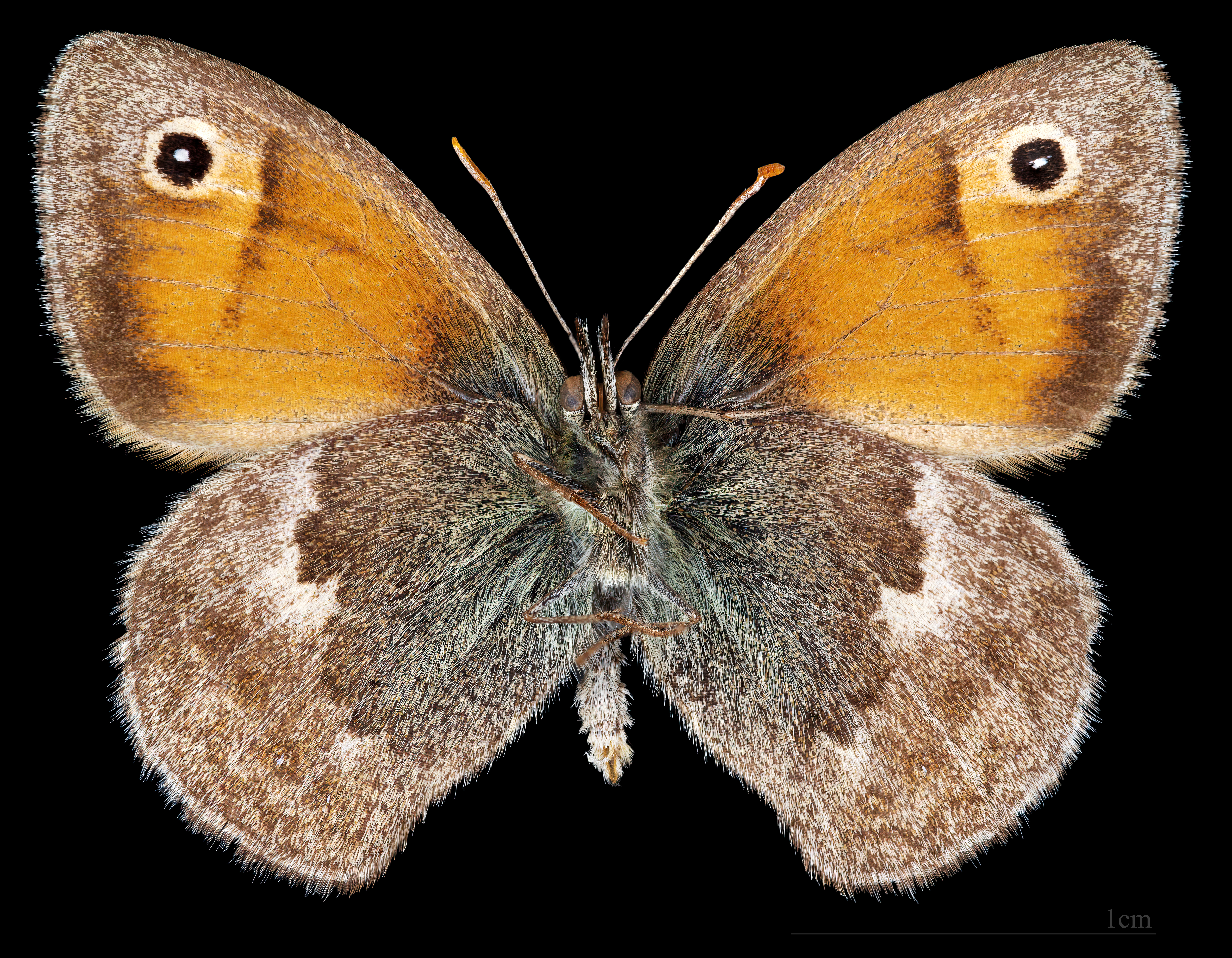
Coenonympha pamphilus ♂ △

## Distribució
Es distribueix pel nord d'Àfrica, Europa i Orient Mitjà fins al centre de Mongòlia. Àmplament estesa per tota la península Ibèrica.

## Hàbitat
Zones herboses de característiques molt diverses. L'eruga s'alimenta de gramínies tals com Festuca ovina, Festuca rubra, pèl de bou (Poa annua), Anthoxanthum odoratum, Cynosurus cristatus, Dactylis glomerata i Nardus stricta.

## Període de vol
Polivoltina; el nombre de generacions depèn de la localitat i l'altidud. Depenent d'aquests paràmetres es pot trobar entre febrer i novembre. Hiberna com a eruga.